# Je–150
A Je–150 (oroszul: Е–150) szovjet kísérleti nehéz elfogó vadászrepülőgép, amelyet az 1950-ers évek második felében fejlesztett ki a Mikojan tervezőiroda. A gépet a nagy magasságban és nagy sebességben repülő bombázók automatikus elfogására és megsemmisítésére tervezték a szovjet honi légvédelem számára. Csak egy példány készült belőle. Módosított, kéthajtóműves változata a Je–152. A Je–150 és Je–152 repülőgépekkel szerzett tapasztalatokat használták fel a MiG–25 kifejlesztéséhez.